# إعمار (شركة)
شركة إعمار العقارية هي شركة تطوير عقاري تتخذ من دولة الإمارات العربية المتحدة مقراً لها. وهي شركة مساهمة عامة مدرجة في سوق دبي المالي تحت الرمز. وتدير الشركة عملياتها في العديد من الأسواق العالمية وتقدم باقة متكاملة من الخدمات التطويرية والإدارية. وتدير الشركة عملياتها في ستة قطاعات من خلال 60 شر.كة نشطة، ولديها حضور قوي في 36 سوقًا في منطقة الشرق الأوسط وشمال أفريقيا، وآسيا وأوروبا وأمريكا الشمالية. وتعتبر إعمار العقارية إحدى أكبر شركات التطوير العقاري في الإمارات العربية المتحدة، ويعرف عنها اضطلاعها بمشاريع عملاقة مثل برج خليفة، وهو أطول مبنى في العالم.

## تاريخ الشركة

### 1997-2005
تأسست شركة إعمار العقارية عام 1997 بواسطة رئيس مجلس إدارتها محمد بن علي العبار. نوعت شركة إعمار بين اهتماماتها في قطاع العقارات بما في ذلك إنشاء العقارات التجارية والسكنية، فضلاً عن مراكز التسوق والضيافة مرسخة مكانتها كواحدة من أبرز شركات التطوير العقاري في دولة الإمارات العربية المتحدة. في البداية كانت حكومة دبي تملك الشركة بنسبة مائة بالمائة بينما كان يملك المساهمون المؤسسون 24.3 في المائة وذلك عندما بدأ تشغيل الشركة كشركة عامة بعد الاكتتاب الأولي العام في يوليو 1997. وفي العام التالي، أعلنت شركة إعمار عن خططها لبناء مرسى دبي. وفي عام 2000، تم إدراج شركة إعمار العقارية في سوق دبي المالي وأصبحت الشركة الخاصة الأولى التي تعرض أسهم على الرعايا الأجانب. بدأت المرحلة الأولى من المشاريع التطويرية للشركة في عام 2001 عندما حازت الشركة على عقد في مشروع مشترك لبناء ثلاثة أبراج سكنية ضمن مجمع مؤلف من ستة أبراج.
وفي عام 2003، كشفت الشركة عن خططها لتطوير مشروعها الكبير الذي سيعرف لاحقاً باسم «وسط مدينة دبي». وتألف المشروع من وجهتين تشكلان معالم استثنائية بكل المقاييس، وهما «برج خليفة»، أطول مبنى في العالم؛ و«دبي مول»، أكبر وجهات التسوق والترفيه في العالم.
تأسست شركة إعمار إنترناشيونال ش.م.م. في عام 2004 مشكلة رافداً لخطط توسعة نطاق حضور الشركة في الأسواق العالمية. ولدى الشركة العديد من المشاريع في أفريقيا وآسيا وأمريكا الشمالية، إضافة إلى منطقة الشرق الأوسط. وفي عام 2005، تأسست شركة إعمار للفنادق والمنتجعات بموجب صفقة حصرية مع جيورجيو أرماني لإطلاق مجموعة من الفنادق الفاخرة التي تحت مظلة علامة «أرماني» التجارية.

### من 2006- لوقتنا الحاضر
تم الافتتاح الأولي لدبي مول في عام 2008 وأعقب ذلك بعامين تدشين مشروع برج خليفة. وعلى الرغم من الانهيار في سوق العقارات في عام 2009 إلا أن شركة إعمار ذكرت أن نسبة الإشغال في برج خليفة وصلت إلى 80 في المائة بحلول خريف 2012. وبحلول عام 2014 وصلت قيمة الاستثمارات العقارية للشركة إلى 11.4مليار دولار.
وفي سبتمبر 2012، أطلقت إعمار مشروع «العنوان بوليفارد» الفاخر الذي يضم فندقاً وشققاً فندقية بارتفاع 63 طابقاً، في وسط مدينة دبي، وبمحاذاة «دبي مول».
في عام 2014، أعلنت شركة إعمار العقارية عن خطتها لطرح أسهم من شركة مراكز التسوق وتجارة التجزئة التابعة لها. وكانت الاكتتاب الأولي العام من بين الأكبر من نوعه منذ الأزمة المالية العالمية. ثم أصبحت مجموعة إعمار مولز شركة عامة في سوق دبي المالي، في أكتوبر 2014 كانت عملية الاكتتاب العام هي الأكبر منذ عام 2007 حيث وصلت قيمة السهم فيها 3.25 درهم حيث وصل العدد التقريبي للأسهم 535 مليون سهم. وفي عام 2014، افتتحت شركة إعمار «قمة البرج، برج خليفة سكاي» وتقع في الطابق 148 من «برج خليفة»، وتأخذ الزوار في رحلة استثنائية إلى أعلى نقطة مشاهدة شيدها الإنسان على سطح الأرض، بارتفاع 555 متراً (1821 قدماً).
استقبلت «إعمار» العام الجديد مع الاحتفالات الأكثر مشاهدة في العالم في «وسط مدينة دبي»، فبحسب موسوعة جينيس للأرقام القياسية، فازت إعمار بلقب أكبر واجهة منارة بالديودات الباعثة للضوء LED عن واجهة «برج خليفة»، حيث تتكون الشاشة المثبتة لتسجيل الحدث من 000 70 لوحة مضيئة، تضيئ بالعديد من الأنوار الملونة ويظهر عليها صور لقادة الإمارات، والعديد من الصور الأخرى التي تظهر على الواجهة الخارجية للبرج. خلال الربع الأول من عام 2015، أعلنت شركة إعمار عن تحقيق زيادة في الإيرادات بنسبة 12 في المائة وما يزيد عن 235 متر مربع من الأراضي.
وفي مارس 2015، أطلقت الشركة مؤسسة إعمار الخيرية. وتدعم مؤسسة إعمار الخيرية برنامج التغذية العالمي للأمم المتحدة ومنظمات أخرى مثل مؤسسة دبي العطاء ومؤسسة الحلم لمستقبل أفريقيا. وفي العام 2023 حققت الإيرادات أكثر من 7.3 مليار دولار، في حين زادت الأرباح عن 3.2 مليار دولار بحسب إفصاح للشركة على موقع سوق دبي المالي.

## المشاريع في دولة الإمارات العربية المتحدة

برج خليفة أطول برج في العالم وأحد أهم إنشاءات شركة إعمار العقارية

أنشأت شركة إعمار العقارية دبي مول، الذي يعد أكبر وجهات التسوق والترفيه في العالم. تم الإعلان عن افتتاح المول في نوفمبر 2008 ثم اُفتتح المول فعليًا في مايو 2009. يحتوي مول دبي على أكثر من 1200 متجرًا و200 مطعم. ويحتضن المشروع أيضاً كلاً من دبي أكواريوم وحديقة الحيوانات المائية، وكيدزانيا، وحلبة دبي للتزلج، ومجمع «ريل سينما» لدول العرض السينمائي، الأكبر من نوعه في المنطقة. كما تجاوز عدد زوار دبي مول أكثر من 80 مليون زائر خلال عام 2014، منهم 40 في المائة سائحين من خارج المنطقة.
وتعتبر نوافير «دبي فاونتن» الاستعراضية الأطول من نوعها في العالم من المشاريع البارزة التي طورتها «إعمار العقارية»، وتم البدء بتشغيلها في عام 2009. ويصل طول النوافير إلى 275 متراً، أي ما يعادل امتداد ملعبين لكرة القدم.
ويعتبر برج خليفة، أطول مبنى في العالم بارتفاعه البالغ 2716.5 أقدام متضمناً أكثر من 160 طابق، عماد مشروع «وسط مدينة دبي» الذي يضم أيضاً «دبي مول»، أكبر وجهات التسوق والترفيه قي العالم؛ و«دبي فاونتن»، أطول النوافير الاستعراضية في العالم.
وتم افتتاح «برج خليفة» عام 2010 متيمناً باسم صاحب السمو الشيخ خليفة بن زايد آل نهيان، رئيس دولة الإمارات العربية المتحدة.
أبوظبي الشيخ خليفة بن زايد آل نهيان.

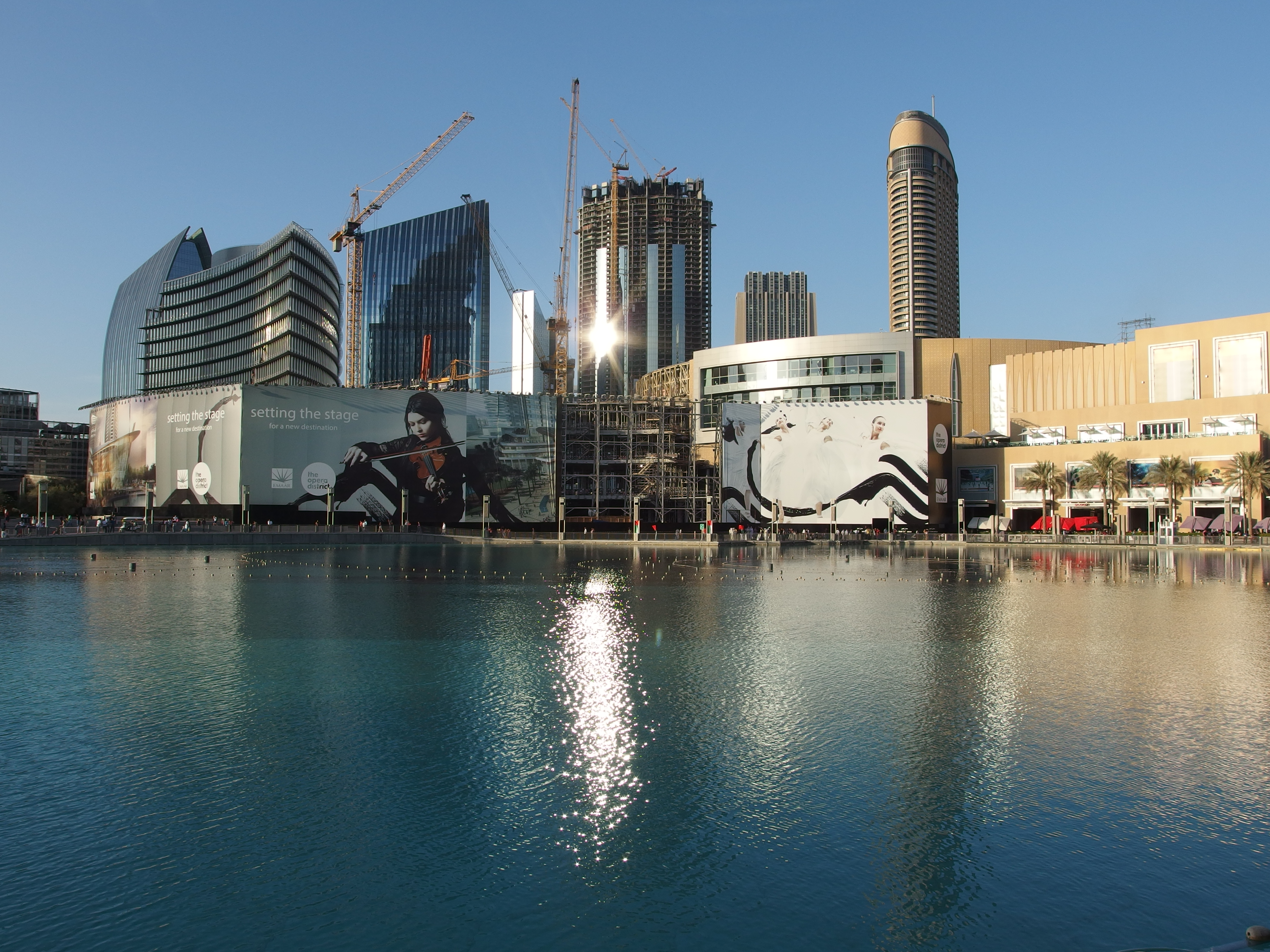
دبي مول

طورت شركة إعمار العقارية أيضًا العديد من المجمعات السكنية المتكاملة في أرجاء مدينة دبي من بينها المرابع العربية ومرسى دبي ومنطقة الروضة والسهول والبحيرات والينابيع. وفي عام 2013، أطلقت شركة إعمار العديد من المشاريع الأخرى تشمل العنوان رزيدنس فاونتن فيوز، 1، و2، و3، والعنوان رزيدنس سكاي فيو، وبرج فيستا، وبوليفارد بوينت، وفيدا ريزدنس، وتقع جميع هذه المشاريع في وسط مدينة دبي.
كما كشفت «إعمار» عن مشروع منطقة دار الأوبرا الذي يضم «أوبرا دبي»، بالإضافة إلى مجموعة من استديوهات التصميم والعديد من مرافق الحياة العصرية الأخرى.
وعقدت «إعمار» العديد من الشراكات الاستراتيجية، ومنها شراكتها مع «مراس القابضة» لتطوير مشروع «دبي هيلز استيت» ضمن المرحلة الأولى من «مدينة محمد بن راشد»، وتم إطلاق مبيعات أول مجمعات الشقق السكنية ضمن المشروع في «ملبيري بارك هايتس». كما أطلقت «إعمار» أيضاً مشروع «دبي كريك رزيندس» المؤلف من ستة أبراج في «خور دبي» حيث تم إطلاق مبيعات البرج الأول في أكتوبر 2014 وتلاه برجان آخران بعد شهر واحد.
وفي عام يناير 2015، افتتحت مجموعة إعمار للضيافة فندق البوتيك العصري «منزل وسط مدينة دبي» بإدارة «فيدا للفنادق والمنتجعات» متضمنا 200 غرفة وجناح بإطلالات على برج خليفة. ويضم الفندق أيضاً مركزاً رياضياً والعديد من المطاعم المميزة. ومع إطلاق ترولي دبي، أطلقت شركة إعمار أول نظام نقل حر في المنطقة. ويُعد ترولي دبي أول نظام ترام في العالم يعمل بالهيدروجين ولا تصدر عنه أية انبعاثات غازية.
وفي فبراير 2024 صرحت شركة إعمار عن قيامها بتطوير مشروعين على مساحة 141 مليون متر مربع في إمارة دبي بكلفة 26 مليار دولار.

## المشاريع العالمية
عملت شركة إعمار عبر الشركات التابعة لها على تطوير العديد من المشاريع العقارية في الهند والأردن ومصر ولبنان والمغرب والولايات المتحدة وباكستان والمملكة العربية السعودية وسوريا وتركيا. وفي عام 2015، حققت مجموعة إعمار للضيافة، فرع الضيافة والترفيه التابع لشركة إعمار، توسعات في فنادقها وعمليات الإقامة التابعة لها لتشمل نيجيريا والبحرين. وشملت بعض هذه المشاريع أعمال تطوير مثل مشروع بيت مسك في لبنان، وباب جدة في المملكة العربية السعودية، سمارة منتجع البحر الميت في الأردن.

### مصر
في عام 2002، انتهت شركة إعمار مصر - الشركة التابعة لإعمار العقارية في مصر من إعادة تطوير مكتبة الإسكندرية في الميناء الشرقي بالإسكندرية. وتم إنشاء مرفق المكتبة الجديد في نفس الموقع تقريبًا الذي كانت فيه مكتبة الإسكندرية القديمة.
بدأت شركة إعمار مصر العمل على مشروع تطويري بقيمة 4 مليارات دولار في 2005 سمي في البداية مرتفعات القاهرة والتي تشمل منطقة المقطم والذي سمى لاحقًا أب تاون كايرو. واشتمل المشروع على بناء منطقة تكون بمثابة مجمع سكني وتجاري وترفيهي في نفس الوقت.
وفي عام 2008، بدأت إعمار مصر في العمل على منتجع مراسي السياحي في منطقة سيدي عبد الرحمن التي تقع على طول ساحل البحر المتوسط والتي تشتمل على فندقًا به أكثر من 3000 غرفة ومرسى وملعب للجولف.
في عام 2015، وقّعت الشركة عقدا لبناء العاصمة الإدارية الجديدة، بتكلفة حوالي 45 مليار دولار، لكنها إنسحبت من ذلك الإتفاق بعدها بفترة قصيرة. لتعود لتشتبك معه وتنسحب مرة اخرى عام 2018.

### الهند
نفذت شركة إعمار إم جي إف العديد من المشروعات في مناطق متنوعة في الهند تشمل مشروعات سكنية وتجارية وفندقية. حيث كانت هذه المشروعات نتيجة للمشروع المشترك بين كل من شركة إعمار التجارية (ش.م.ع.) وشركة إم جي إف للتطوير المحدودة في الهند.
أشرفت شركة إعمار العقارية على تطوير مركز حيدر أباد الدولي للمؤتمرات حيث انتهت الشركة من إنجازه في ديسمبر 2005. حيث بني مركز المؤتمرات هذا بسعة مقاعد تشمل 4000 مقعد من الممكن أن توسع لتصل إلى 6500 مقعد. وأشرف على بناء هذه القاعة شركة مركز مؤتمرات سيبر أباد الخاصة المحدودة (CCCPL) وهو عبارة عن مشروع مشترك بين شركة إعمار في دبي وبين شركة البنية التحتية الصناعية بولاية اندرا براديش APIIC.
تمتلك شركة إعمار إم جي في ما يقرب من 11000 فدان في الهند وستكمل في توسعة أعمال الضيافة الحالية لها في الدولة بتطوير عقارات سكنية خلال السنوات الأربع أو الخمس التالية.

### المملكة العربية السعودية
طورت شركة إعمار مدينة الملك عبد الله الاقتصادية كما تم إدراج المدينة الاقتصادية (التي شيدتها إعمار) في سوق الأسهم السعودية «التداول». ويعتبر المشروع أكبر استثمارات القطاع الخاص على مستوى المملكة العربية السعودية. ويشمل المشروع تطوير منطقة اقتصادية خاصة على طول ساحل البحر الأحمر الذي على بعد 60 ميلًا من شمال جدة. كما ترأس المدينة الاقتصادية إعمار تطوير ميناء مدينة الملك عبدالله الاقتصادية. فهذا الميناء هو أول ميناء مملوك للقطاع الخاص في المملكة العربية السعودية وافتتح لأول مرة في يناير عام 2014، ولكن وضعت خطط التوسع بعد الحصول على التمويل الجديد ومن المتوقع أن يكون مشروع مدينة الملك عبدالله الاقتصادية بنفس حجم تطوير مدينة واشنطن. عند اكتماله، ومن المقدر أن تحوي المنطقة ما يقرب من مليوني شخص وتساعد الاقتصاد السعودي في التوسع إضافة إلى النفط وصناعة النقل البحري.

### سوريا
أعلنت شركة إعمار العقارية أول خططها لمشروع تنمية واسعة النطاق في سوريا في عام 2006 من خلال مشروع البوابة الثامنة المتضمن ثلاث مناطق: المركز تجاري، والواجهة المائية والمنطقة السكنية، والمنطقة السياحية. ويعتبر «البوابة الثامنة» مشروعهاً مشتركاً بين «إعمار العقارية» وشركة «الاستثمار لما وراء البحار». ويستوحي المشروع تصاميمه من التراث الهندسي والمعماري العريق لمدينة دمشق، المتأثر بالتصميم الإسلامي التقليدي ويتضمن بوابة مميزة تفضي إلى الساحة الرئيسية في المشروع.

### تركيا
كان «توسكان فالي» أول مشاريع «إعمار» في تركيا، وتم إنجاز المرحلة الأولى في عام 2007 بما يشمل تطوير الفيلات الفاخرة والمساحات التجارية في منطقة قريبة من مدينة إسطنبول. وفي عام 2012، بدأت شركة إعمار تطوير مشروع إعمار سكوير، الذي يتضمن أكبر مركز تسوق في تركيا علاوة على فنادق فاخرة من فئة الخمس نجوم. وفي عام 2013 أطلقت شركة إعمار تركيا المملوكة بالكامل لشركة إعمار العقارية مشروع العنوان ريزيدنس إعمار سكوير في إسطنبول.